# 周縁減光

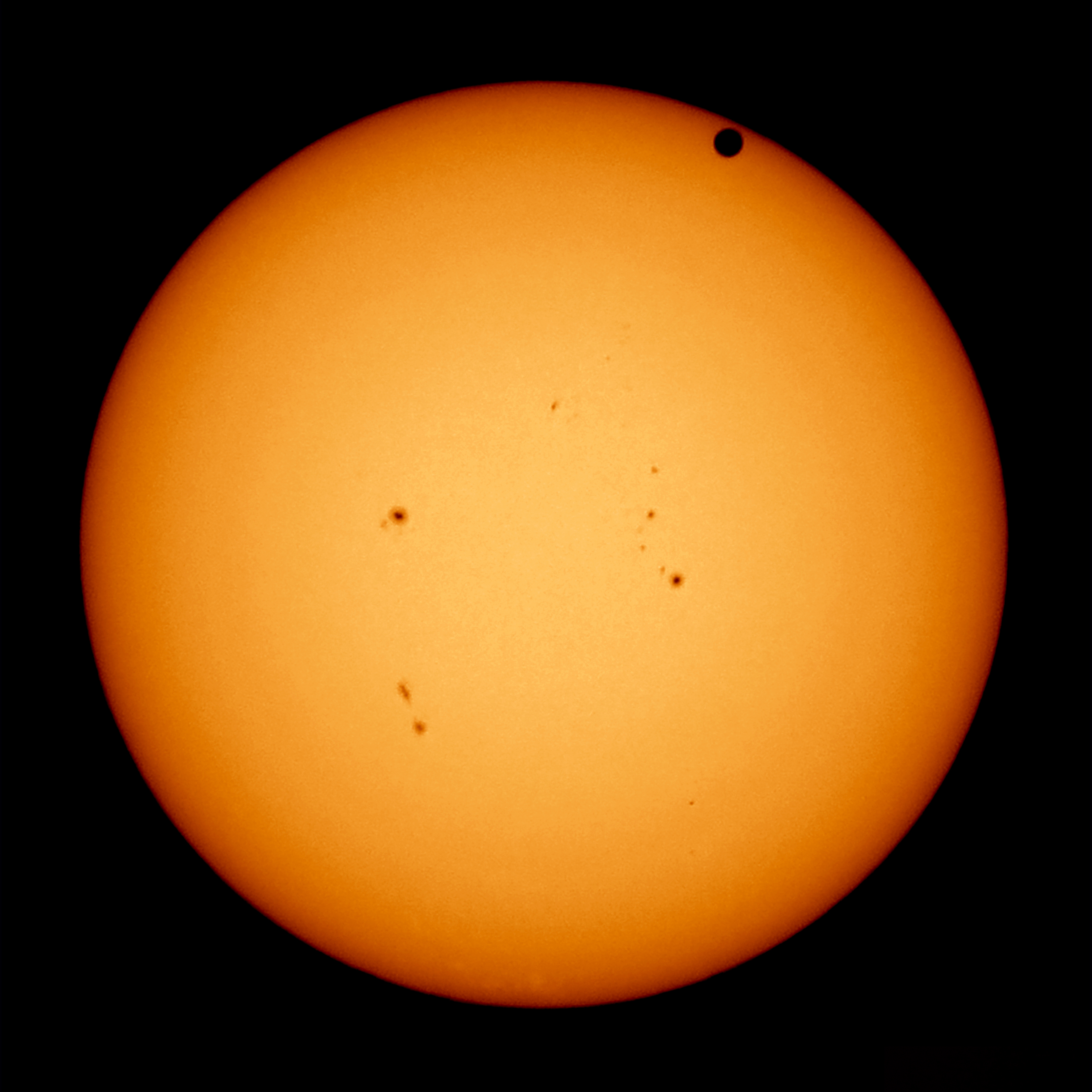
2012年の金星の太陽面通過時の太陽。可視光にフィルターをかけたもの。周縁部で暗く赤くなっているのが確認できる。

周縁減光（しゅうえんげんこう、limb darkening）は、太陽などの恒星表面が中心から周縁に向かうにつれて色が赤味を帯びて暗く見えるようになる現象。「周辺減光」と呼ばれることもあるが、カメラなどで周辺光量が減少して暗くなる現象と混同しやすいため避けたほうがよいとされる。
主に中心から距離が離れれば離れるほど恒星のガスの密度が減少すること、光球の温度が中心部分に比べ外縁部では減少することの二つの効果によるもので、太陽をはじめとする恒星にみられる。
周縁減光の程度は観測する光の振動数に依存し、特にスペクトル線毎に異なっている。中心部よりも周縁の方が明るく見える場合もあり、この現象は limb brightening と呼ばれる。周縁減光と limb brightening を総称して center-to-limb variation と呼ぶ。

## 原理

周縁減光は以下のような原理によって生じる。太陽内部から放射された光はガスに吸収され外部へ到達できないため、外部から観測される太陽の光は太陽の表面付近で放射されたものである。地球から太陽の縁を観測するとき、光の経路が太陽内部を斜めに横切るためより多くのガスにより吸収を受ける結果、中心部と比較してより浅いところから放射された光が観測される。そのため、太陽の浅い場所ほど温度が低いことにより、縁の光は中心部に比べて暗く見える。
より数学的には、周縁減光は以下のように説明される。光の吸収の程度は、単位質量当たりの断面積（不透明度） {\displaystyle \kappa }, ガス密度 {\displaystyle \rho } の積を射線に沿って積分した光学的深さ
{\displaystyle \tau _{\nu }=\int \kappa _{\nu }\rho ds}
により表現される（{\displaystyle \nu } は光の振動数）。太陽の奥深くほど光学的厚み {\displaystyle \tau _{\nu }} は大きな値を取り、{\displaystyle \tau _{\nu }\gtrsim 1} となる領域からは光は外部へ抜け出すことができない。その結果、観測される光は光球の光学的厚み {\displaystyle \tau _{\nu }\sim 1} 程度の深さの場所から放射されたものとなる。動径 {\displaystyle r} の点の、法線に対して角度 {\displaystyle \mu =\cos \theta } 方向の射線の光学的厚み {\displaystyle \tau (r,\mu )} は, {\displaystyle ds=dr/\cos \theta } により
{\displaystyle \tau _{\nu }(r,\mu )=\int _{r}^{R}\kappa _{\nu }(r)\rho (r){\frac {dr}{\mu }}={\frac {\tau _{\nu }(r,1)}{\mu }}}
という形で射線の角度 {\displaystyle \mu } に依存する。従って、方向 {\displaystyle \mu } の射線が光学的厚み 1 となる場所は、法線方向 {\displaystyle \mu =1} の射線では光学的厚み {\displaystyle \mu } の場所となっている。従って {\displaystyle \mu =\cos \theta } が小さいほど（すなわち太陽の縁に近いほど）浅い場所から放射された光を見ていることになる。
ところで、ガスが有効温度 {\displaystyle T} であるとき、そのガスが放射する光の放射輝度 {\displaystyle S} はシュテファン＝ボルツマンの法則
{\displaystyle S={\frac {\sigma }{\pi }}T^{4}}
により与えられる（{\displaystyle \sigma } はシュテファン＝ボルツマン定数）。温度 {\displaystyle T} が動径 {\displaystyle r} の減少関数であるとき、より浅い場所ほど強度 {\displaystyle S} は小さく、従って縁ほど光は暗く観測されることになる。同時に、太陽の場合、温度が低いほど光のスペクトルは赤い成分が卓越する（ウィーンの変位則）ため、可視光では縁ほど赤みがかって観測される。

## 観測

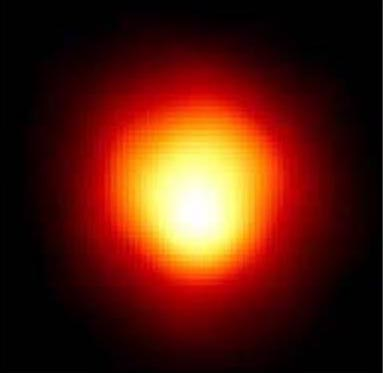
ハッブル宇宙望遠鏡が撮影したベテルギウス。

周縁減光は太陽のようなガス天体について生じるものであり、例えば月は大気がほぼなく太陽光を表面で反射することに光っているため、周縁減光は見られない。一方、太陽以外にも以下の天体で周縁減光が観測されている。
- 木星 - 1976年に Pilcher と Kunkle は木星大気の性質を調べるために異なる振動数での周縁減光を測定した[8]。
- タイタン - 1908年にホセ・コマス・ソラはタイタンに周縁減光が観測されたと主張し、それによりタイタンに大気が存在すると考えられるようになった[9]。1981年にタイタンの半径を周縁減光の可視光での観測とモデルの比較から決定することが試みられた[10]。
- ベテルギウス - 1997年に赤外線による周縁減光の観測が報告されている[11]。

また、太陽系外惑星をトランジット法により観測する際に、光度曲線を正確にモデリングするために周縁減光の効果が考慮されている
。

### 周縁減光のモデル
周縁減光は、天体中心部の光の放射強度 {\displaystyle I(0)} と、角度 {\displaystyle \mu =\cos \theta } に対応する位置の強度 {\displaystyle I(\theta )} の比 {\displaystyle I(\theta )/I(0)} のプロファイルとして定量化される。これはしばしば {\displaystyle u} を定数として
{\displaystyle {\frac {I(\theta )}{I(0)}}=1+u(\cos \theta -1)}
という形に表現される。{\displaystyle u} は周縁減光係数と呼ばれる。平行平板大気の場合に灰色大気モデルを仮定すると具体的に周縁減光係数が計算でき、{\displaystyle u=0.6} が得られる。

## 歴史
カール・シュヴァルツシルトは1906年の恒星の構造に関する論文の中で、周縁減光の原理に相当する光の散乱について計算している。1917年前後のアーサー・エディントンやジェームズ・ジーンズらによる研究を経て、1921年にエドワード・アーサー・ミルンは当時知られていた恒星の構造の理論に基づいて輻射輸送方程式を解き周縁減光を解析的に導出した。
Arthur Bambridge Wyseは1939年に太陽以外の恒星について周縁減光を観測する方法について考察している。
周縁減光のプロファイルは1946年にCanavaggiaとChalongeによって写真乾板を用いて初めて測定された